# Сантандер Бразилия
Сантандер Бразилия (на португалски: Banco Santander (Brasil) S.A.) е търговска банка в Бразилия – най-големият клон на испанската финансова група Сантандер в Латинска Америка, който генерира 19% от печалбата на групата през 2014 г. Банката е основана през 1982 г. в Сао Паоло, където се намира нейното седалище.
С общ размер на активите от R$ 589,96 млрд. (ок. USD 225 млрд.) Сантандер Бразилия е шестата по големина банка в Бразилия (след Бразилската банка, Итау Унибанко, Федералната спестовна каса, Брадеско и BNDES) и третата най-голяма частна търговска банка в страната Нейният пазарен дял в Бразилия се оценява на 8,1% от общия размер на кредитите и 7,9% от този на депозитите. Сантандер Бразилия обслужва около 31 млн. клиенти с помощта на персонал от 46 464 души, мрежа от 3500 банкови офиса и 17 000 банкомата.
През 1997 г. Сантандер Бразилия придобива Banco Geral do Comercio, което поставя началото на поредица придобивания, чрез които банката разширява присъствието си на пазара. На следващата година тя придобива Банко Норесте. През януари 2000 г. част от Сантандер Бразилия става и Южният банков конгломерат, формиран от Банко Меридионал, Банко Бозано и Банко Симоненсе. През ноември същата година Сантандер печели и сделката за приватизацията на Щатска банка на Сао Пауло (BANESPA), предлагайки оферта от R$ 7,5 млрд. През 2007 г. Сантандер Бразилия участва в най-голямата международна сделка във финасовата сфера за годината – закупуването на холандската банка ABN AMRO за 71 млрд. евро от консорциум, сформиран от Сантандер Бразилия, Роял Банк ъф Скотланд и Фортис. След завършването на сделката Сантандер Бразилия придобива активите на ABN AMRO в Бразилия, състоящи се предимно от тези на бившата Банко Реал, придобита преди това от ABN AMRO.
През октомври 2009 г. акции на Сантандер Бразилия започват да се търгуват на фондовите борси в Сао Паоло и Ню Йорк, като първичното им предлагане на борсата в Сао Паоло от R$ 14,1 млрд. (ок. USD 8,9 млрд.) е рекордно за годината. На 30 октомври 2014 г. обаче завършва процес на усилено закупуване от страна на Групата Сантандер на дялове, които преди това са придобити от други лица и компании. Предложението на Сантандер е прието от акционери, държащи 13,65% от капитала на банката. В резултат на това в края на 2014 г. делът на Групата Сантандер достига до 88,3% от капитала на дружеството.